# سباستین شونلائو
سباستین شونلائو (انگلیسی: Sebastian Schonlau؛ زادهٔ ۵ اوت ۱۹۹۴) بازیکن فوتبال اهل آلمان است.
از باشگاه‌هایی که در آن بازی کرده‌است می‌توان به باشگاه فوتبال پادربورن اشاره کرد.